# Lipno (województwo opolskie)
Lipno (niem. Lippen) – wieś w Polsce położona w województwie opolskim, w powiecie opolskim, w gminie Niemodlin.
W latach 1975–1998 miejscowość administracyjnie należała do województwa opolskiego.

## Historia miejscowości
Wieś wymieniona po raz pierwszy w sporządzonym około 1303 – 1306 roku Rejestrze Ujazdu, wykazie posiadłości i dochodów biskupstwa wrocławskiego w archidiakonacie opolskim, stanowiącym część Liber fundationis episcopatus Vratislaviensis (pol. Księga uposażeń biskupstwa wrocławskiego). W spisie tym zanotowano: Item in Lypno decima de III)or granis, valuit qondam tres marcas. Z zapisu tego wynika, że w tamtym okresie była to niewielka osada gospodarująca na trzech łanach i płacąca corocznie dziesięcinę pieniężną w wysokości trzech grzywien.
Od średniowiecza aż do XIX wieku, wokół Lipna intensywnie eksploatowano występujące tu obficie złoża rudy darniowej. Początkowo rudę wytapiano w małych lokalnych piecach, których pozostałości potwierdzono na terenie wsi w pobliżu Zwierzyńca oraz przy nieistniejącym już wielkim stawie lipnowskim. W późniejszym okresie, wydobytą rudę transportowano do huty Ashe (Tułowice Małe), gdzie w 1783 roku hrabia Praschma wybudował wielki piec oraz dwa piece fryszowe. Pozostałością po tej działalności, jest otaczający dziś miejscowość kompleks stawów rybnych, będących pierwotnie wyrobiskami po wydobyciu rudy.
W Lipnie, co najmniej od połowy XVII wieku funkcjonował Zwierzyniec, założony prawdopodobnie przez Siegfrieda Erdmanna von Zierotin, ówczesnego właściciela dóbr niemodlińskich, Nadłowczego biskupa wrocławskiego Karola Ferdynanda Wazy; w którym to zwierzyńcu prowadzono hodowlę różnego rodzaju zwierzyny łownej, głównie danieli i jeleni, a także bażantów oraz na jego terenie organizowano polowania. Zwierzyniec w Lipnie istniał do 1910 roku, kiedy to został zlikwidowany, choć już wcześniej jego funkcja hodowlana traciła na znaczeniu, gdyż już w XVIII wieku na jego terenie urządzono krajobrazowy park w stylu angielskim. Obecnie na obszarze byłego parku krajobrazowego utworzony został Zespół Przyrodniczo-Krajobrazowy o powierzchni 189,53 ha.
W 1783 roku, na terenie Lipna, przy Zwierzyńcu, Jan Nepomucen II Carl Praschma, kolejny z właścicieli państwa stanowego Niemodlin (Herrschaft Falkenberg), założył ogród dendrologiczny oraz szkółkę drzew i krzewów. Oprócz roślin ozdobnych na potrzeby własne, produkowano w niej duże ilości drzew owocowych, które sprzedawano do obsadzania poboczy nowo budowanych w tamtym okresie dróg. W roku 1909 całą plantację przeznaczono na cele zarobkowe, a hodowane tu drzewka dostarczano na cały Śląsk, głównie jednak do Górnośląskiego Okręgu Przemysłowego. Zachowany do dziś ogród dendrologiczny jest obecnie najstarszym istniejącym w Polsce arboretum, a niektóre z drzew posadzonych w roku jego założenia rosną do dziś.
Wielkość wsi oraz liczba stałych mieszkańców przez wieki nie ulegała zbyt wielkim zmianom. Według danych z 1783 roku w miejscowości znajdował się folwark i cztery zagrody, miejscowość liczyła wtedy 43 mieszkańców.
Dane z 1873 roku podają, iż należący do hrabiego Praschmy obszar dworski (folwark) składał się z łącznie z 2087 mórg (niem. Acker), w tym 115 mórg zajmowała rola uprawna, 1509 mórg lasy, a 340 mórg stawy.
Z kolei informacje z roku 1910 podają, że w miejscowości mieszkało 221 osób, w tym 156 w samej wsi oraz 65 na terenie obszaru dworskiego. W 1933 roku Lipno liczyło 212 mieszkańców natomiast w 1939 roku było ich równo 200. Według danych statystycznych z 2005 roku wieś zamieszkiwało 208 osób.

## Zabytki
Do wojewódzkiego rejestru zabytków wpisana jest:
- kaplica leśna, drewniana, z XVIII w.